# Władysław Karaś
Władysław Karaś, né le 31 août 1893 à Kielce et mort le 28 mai 1942 à Magdalenka, est un tireur sportif polonais.

## Carrière
Władysław Karaś participe aux Jeux olympiques de 1936 à Berlin et remporte la médaille de bronze  dans l'épreuve du 50 mètres carabine position couchée. Lors de la Seconde Guerre mondiale, Władysław Karaś s'engage dans l'Armia Krajowa (mouvement de résistance polonais) mais est exécuté par les Allemands en mai 1942.